# Visoka bogoslovna šola v Mariboru
Visoka bogoslovna šola v Mariboru je delovala med letoma 1859 in 1941.

## Zgodovina
Predavanja so se pričela 11. oktobra 1859. V sklopu Avstro-Ogrske je šola imela status visoke šole, toda po prvi svetovni vojni je dobila status srednje šole. Šele 9. septembra 1940 je bil povrnjen prvotni, visokošolski status.
Leta 1860 so bogoslovci začeli izdajati svoje glasilo Lipica, ki je med drugim pomembno prispevala k narodni zavesti bodočih duhovnikov. 
S koncem druge svetovne vojne se je šolanje iz Maribora preselilo v Ljubljano, s čimer je formalno prenehala obstajati ta šola.
Njeno zgodovino danes nadaljujeta Bogoslovno semenišče Maribor in mariborska enota Teološke fakultete v Ljubljani (od 1968).